# アレフティナ・オリュニナ
アレフティナ・オリュニナ（Alevtina Sergeyevna Olyunina、ロシア語: Алевти́на Серге́евна Олю́нина、1942年8月15日 - ）は、ソビエト連邦ヤロスラヴリ州（現在のロシア連邦共和国コストロマ州）Pchyolkino出身の元クロスカントリースキー選手。

## プロフィール
1968年グルノーブルオリンピックに出場し10km11位、5kmは20位だった。1970年ノルディックスキー世界選手権では10kmとリレーで金メダルを獲得した。
自身2度目のオリンピックとなる1972年札幌オリンピックでは10kmで銀メダル、5kmで4位となり、リレーでは金メダルを獲得した。その他ソビエト連邦選手権では1968年と1972年に5kmで優勝、リレーでは7度優勝した。
現役引退後は地元コストロマ州のスキークラブでクロスカントリースキーのコーチを行っていた。